# Тихая бухта (ландшафтно-рекреационный парк)
Ландшафтно-рекреационный парк Тихая бухта (укр. Ландшафтно-рекреаційний парк Тиха бухта, крымскотат. Tınç körfez landşaft-raatlıq parkı, Тынч корьфез ландшафт-раатлыкъ паркы) — ландшафтно-рекреационный парк, расположенный на Южном берегу Крыма на территории городского округа Феодосия. Площадь — 1 508,7 га. Землепользователь — Министерство экологии и природных ресурсов Республики Крым, Государственное автономное учреждение Республики Крым «Управление особо охраняемыми природными территориями Республики Крым».

## История
Региональный ландшафтный парк был создан Постановлением верховной Рады автономной республики Крым от 19.12.2007 № 708-5/07 «О расширении и упорядочении сети территорий и объектов природно-заповедного фонда в Автономной Республике Крым».
Является ландшафтно-рекреационным парком регионального значения, согласно Распоряжению Совета министров Республики Крым от 5 февраля 2015 года № 69-р Об утверждении Перечня особо охраняемых природных территорий регионального значения Республики Крым.
Приказом министерства экологии и природных ресурсов Республики Крым от 25.04.2016 № 718 «Об утверждении Положений о ландшафтно-рекреационных парках регионального значения Республики Крым», было определено зонирование парка.

## Описание
Парк создан с целью сохранения в природном состоянии типичных и уникальных природных и историко-культурных комплексов и объектов, а также обеспечения условий для эффективного развития туризма, организованного отдыха и рекреационной инфраструктуры в природных условиях с соблюдением режима охраны заповедных природных комплексов и объектов, содействия экологическому образованию и воспитанию населения.
Расположен на Южном берегу Крыма на территории Орджоникидзевского и Коктебельского поселковых советов, Насыпновского сельского совета городского округа Феодосия, за границами населённых пунктов, между пгт Коктебель и Орджоникидзе, селом Южное. Парк включает бухты Тихая (с скалистыми островками Таш-Баши и Таш-Тепе) и Провато (западная часть); прибрежный горный участок суши (с хребтом и горой Кучук-Янышар (191,9 м), хребтом Биюк-Янышар с горами Ива, Безымянная и Джан-Хуторан (238,2 м), южными отрогами хребта Тепе-Оба); мысы Лагерный (Хамелеон) и Топрах-Кая (Пятый). Протекают многочисленные пересыхающие ручьи. Суша парка составляет 1 290,7 га (Орджоникидзевский поселковый совет — 125, Насыпновский сельский совет — 621, Коктебельский поселковый совет — 544), акватория — 218 га.
В парке находится могила русского поэта и художника М. Волошина, место выхода вулканитов, есть несколько смотровых площадок и экологических троп. Северо-восточнее мыса Лагерного расположено место для кемпинга. При въезде в парк расположены аншлаги.
На западе к парку примыкают пгт Коктебель (в том числе завод марочных вин Коктебель), земли с/х назначения (виноградники), автодорога Р29 Дачное—Насыпное. На севере границей служит примыкающее село Южное и южные отроги хребта Тепе-Оба с Безымянной горой (105,6 м); далее граница проходит по средней части Двуякорной долины и северным склонам горы Джан-Хуторан. На востоке граница парка доходит до пгт Орджоникидзе. Южная граница с востока на запад: акватория бухт Провато (западная часть) и Тихая от Орджоникидзе до мыса Лагерного, далее проходит по береговой линии бухты Коктебель.
Парк имеет функциональное зонирование: заповедная (603 га — 594 га суша и 9 га акватория), регулируемой рекреации (873,5 га — 664,5 га суша и 209 га акватория), стационарной рекреации (3,5 га), хозяйственная (28 га) зоны. Заповедная зоны включает хребты Кучук-Янышар, Биюк-Янышар и Тепе-Оба, мыс Топрах-Кая (Пятый) с прилегающей акваторией.
Ближайший населённый пункт — пгт Коктебель и Орджоникидзе, город — Феодосия.

## Природа
Территория парка характеризуется повышенным биологическим и ландшафтным разнообразием. Безконтрольный выпас скота и интенсивное рекреационной использование территории приводят к значительным негативным последствиям, что требует специального зонирования.
На территории парка зарегистрировано 15 видов животных, 25 видов птиц, 27 видов растений, занесенных в Красную книгу. Встречается 64 редких вида растений.